# Ehrentalbach (Pulverbach)
Der Ehrentalbach ist ein kleiner rechter Zufluss des Pulverbachs in Saarbrücken. Sein Name geht auf die Kriegergedenkstätte „Ehrental“ nahe seinem Ursprung zurück, die nach der Schlacht von Spichern am 6. August 1870 errichtet wurde.

## Verlauf
Der Bach entfließt seinem aufgestauten Quellteich im oberen Teil des Deutsch-Französischen Gartens (DFG), westsüdwestlich des Südbahnhofs der Parkeisenbahn Saarbrücken. Er durchfließt in natürlichem Lauf und sporadisch von Bäumen bestanden in einer Auenwiese den Park in nordwestlicher Richtung, bis er südöstlich der Zuschauerfläche der Konzertmuschel des DFG zuletzt 80 Meter weit verrohrt in den vom Pulverbach durchflossenen Deutschmühlenweiher geleitet wird. Insgesamt ist der Ehrentalbach etwa 530 Meter lang.